# Dominique Renaux
Dominique Renaux (* 6. November 1952) ist ein französischer Botschafter.

## Leben
Dominique Renaux studierte Rechtswissenschaft und Volkswirtschaft mit Abschluss am Institut d’études politiques de Paris und arabische Sprache am Institut national des langues et civilisations orientales. Er trat am 1. Dezember 1982 in den auswärtigen Dienst.
Von 1983 bis 1984 wurde er am Quai d’Orsay in der Abteilung Afrika und Madagaskar beschäftigt. Von 1984 bis 1987 war er als erster Botschaftssekretär in Doha, von 1987 bis 1990 in Tunis und von 1987 bis 1990 in Ottawa akkreditiert. 1991 wurde er in Ottawa zum ersten Botschaftssekretär befördert, wo er noch bis 1993 blieb.
Von 1993 bis 1994 war er zu Elf Aquitaine als Direktor für internationale Beziehungen abgestellt. Von 1995 bis 1997 war er stellvertretender Direktor für internationalen Beziehungen des Institut français du pétrole auf dem Gebiet der Petrolubricants.
Von 1997 bis 2000 wurde er am Quai d’Orsay, in der Abteilung Ausfuhrgenehmigungen beschäftigt.
Am 14. November 2002 wurde Dominique Renaux Ritter der Ehrenlegion.